# Pologne au Concours Eurovision de la chanson 2014
La Pologne a annoncé en 2013 sa participation au Concours Eurovision de la chanson 2014 à Copenhague, au Danemark.
Donatan &  Cleo, représentant la Pologne au Concours Eurovision de la chanson sont annoncés le 25 février 2014, à la suite d'une sélection interne.
Leur chanson My słowianie (We are Slavic) est présentée également le 25 février 2014.

## À l'Eurovision
La Pologne participa à la deuxième demi-finale, le 8 mai 2014 et se qualifia pour la finale du 10 mai en atteignant la 8e place, avec 70 points.
Lors de la finale, le pays termina à la 14e place, avec 62 points.